# Rufiji
Rufiji (anglicky Rufiji River) je řeka ve Východní Africe v Tanzanii. Od pramene své zdrojnice Luvegu je 1400 km dlouhá. Povodí má rozlohu 178 000 km².

## Průběh toku
Vzniká soutokem řek Luvegu a Kilombero, které pramení v horách východně od jezera Malawi. Zdrojnice překonávají mnohé peřeje a stýkají se v Selousově rezervaci. Samotná Rufiji protéká pod vodopádem Šuguri nížinou v široké dolině. Ústí do Indického oceánu. Největším přítokem je Ruaha zleva.

## Vodní režim
Zdroj vody je dešťový. Největší průtok má na přelomu léta a podzimu (březen až květen).
Průměrné měsíční průtoky řeky Rufiji měřené na hydrologické stanici ve Stigleru m³/s za období 1954–1978.

## Využití
Vodní doprava je možná pro říční čluny na dolním toku pod vodopádem Šuguri.

## Zajímavosti
V bitvě o deltu řeky byl v listopadu 1915 potopen německý křižník SMS Königsberg.